# إستريباي
إستريباي هي بلدية فرنسية تقع في إقليم الأردين في منطقة غراند إيست. 

## الأماكن والمعالم الأثرية

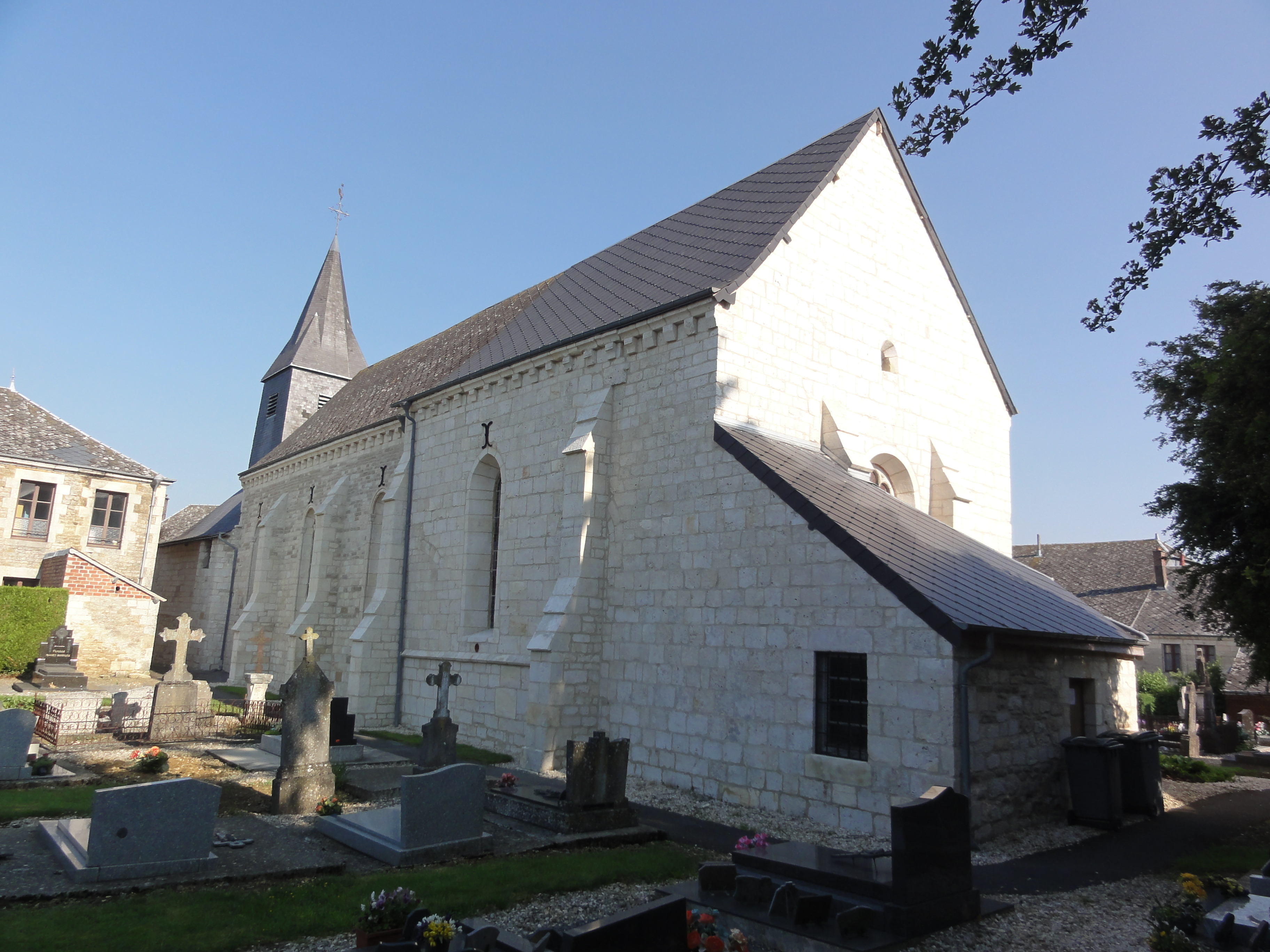
كنيسة إستريباي.
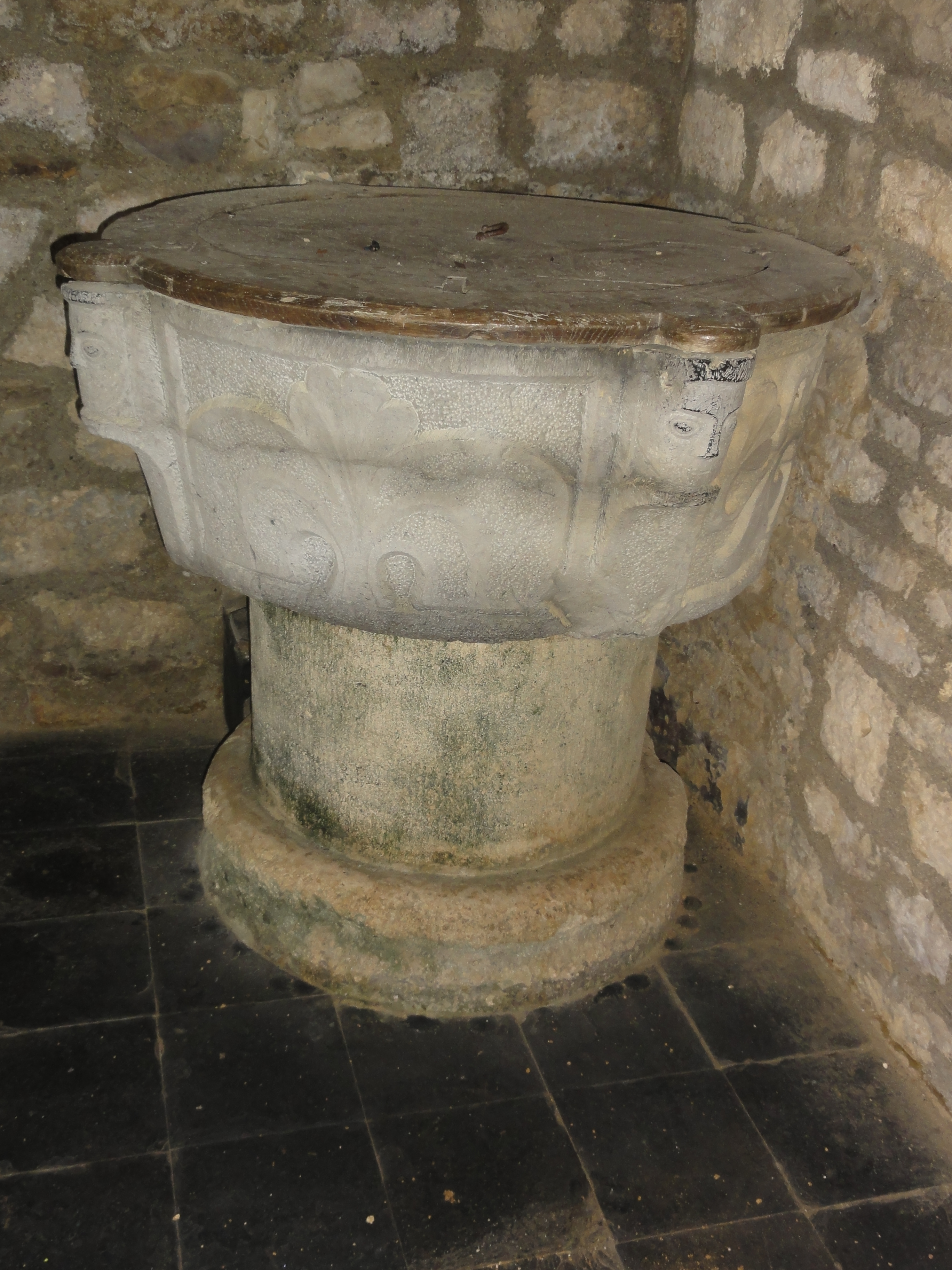
الكنيسة ، جرن المعمودية.
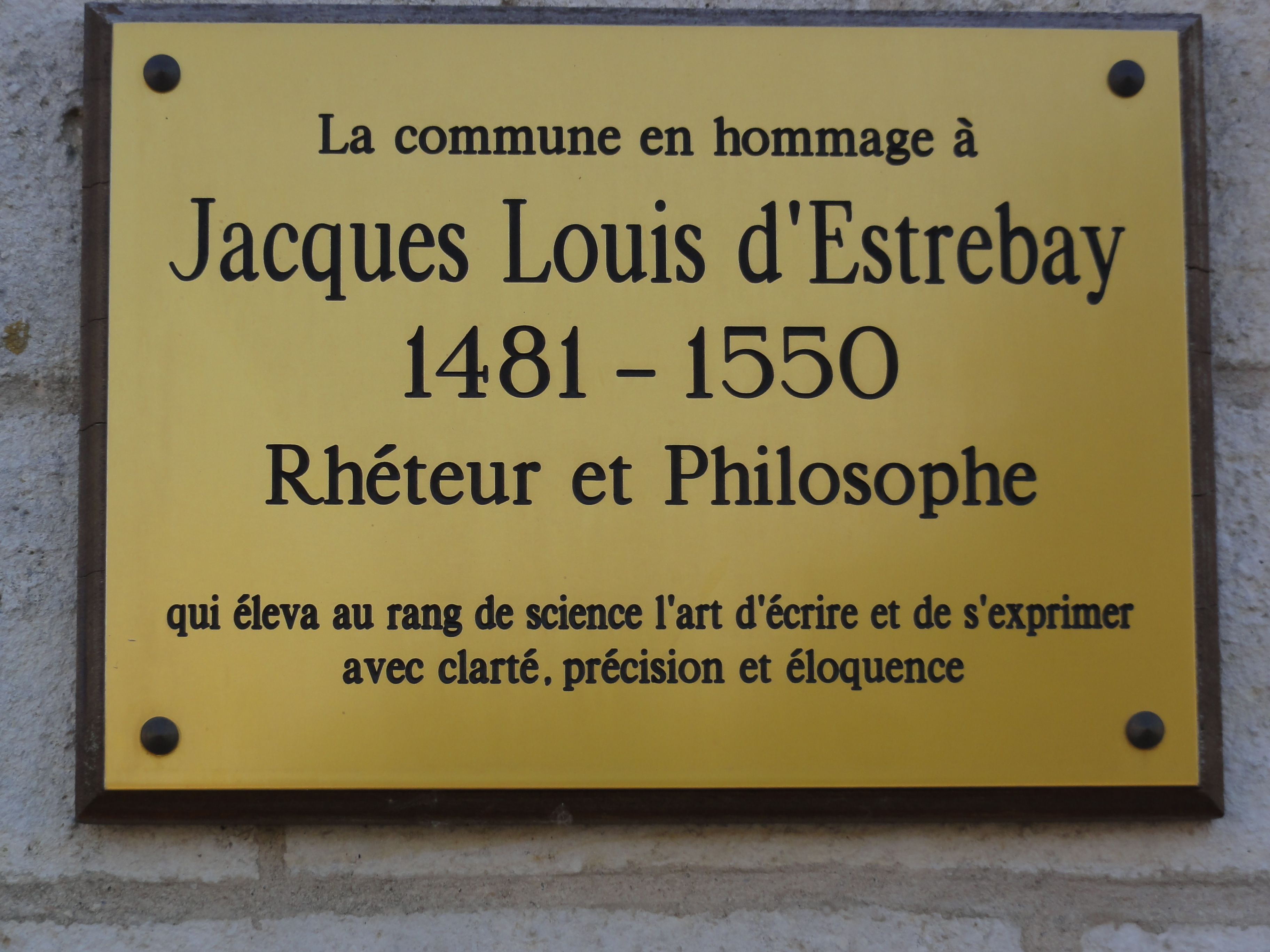
لوحة عن جاك لويس دي إستريباي.

## شخصيات مرتبطة بالبلدية
- جاك لويس دي إستريباي (1481-1550) فنان وخطيب فيلسوف.